# Список осіб, до яких застосовано санкції через російську агресію проти України (2022)
Список осіб, до яких застосовано санкції через російську агресію проти України — підготовлений Міністерством культури та інформаційної політики України список діячів, які публічно заявили про підтримку російського вторгнення в Україну 2022 року. Список від 9 березня 2022 року складався із 29 діячів і був доповнений 22 березня ще 46 діячами.
Відповідно до Закону України «Про санкції» вживаються такі обмежувальні заходи:
- блокування активів — тимчасове обмеження права особи користуватися та розпоряджатися належним їй майном
- обмеження торговельних операцій у частині заборони експортно-імпортних операцій, операцій із переробки
- повне припинення транзиту ресурсів, польотів та перевезень територією України
- запобігання виведенню капіталів за межі України
- зупинення виконання економічних та фінансових зобов'язань
- анулювання або зупинення ліцензій та інших дозволів, одержання (наявність) яких є умовою для здійснення певного виду діяльності, зокрема,
- анулювання чи зупинення дії спеціальних дозволів на користування надрами
- заборона участі в приватизації, оренді державного майна резидентами іноземної держави та особами, які прямо чи опосередковано контролюються резидентами іноземної держави або діють у їх інтересах
- заборона користування радіочастотним ресурсом України припинення надання електронних комунікаційних послуг і використання електронних комунікаційних мереж
- заборона здійснення публічних та оборонних закупівель товарів, робіт і послуг у юридичних осіб-резидентів іноземної держави державної форми власності та юридичних осіб, частка статутного капіталу яких знаходиться у власності іноземної держави, а також публічних та оборонних закупівель у інших суб'єктів господарювання, що здійснюють продаж товарів, робіт, послуг походженням з іноземної держави, до якої застосовано санкції згідно з законом
- заборона заходження іноземних невійськових суден та військових кораблів до територіального моря України, її внутрішніх вод, портів та повітряних суден до повітряного простору України або здійснення посадки на території України
- повна заборона вчинення правочинів щодо цінних паперів, емітентами яких є особи, до яких застосовано санкції згідно із законом
- заборона збільшення розміру статутного капіталу господарських товариств, підприємств, у яких резидент іноземної держави, іноземна держава, юридична особа, учасником якої є нерезидент або іноземна держава, володіє 10 і більше відсотками статутного капіталу або має вплив на управління юридичною особою чи її діяльність
- припинення дії торговельних угод, спільних проєктів та промислових програм у певних сферах, зокрема у сфері безпеки та оборони
- заборона передання технологій, прав на об'єкти права інтелектуальної власності
- відмова в наданні та скасування віз резидентам іноземних держав, застосування інших заборон в'їзду на територію України
- позбавлення державних нагород України, інших форм відзначення
- заборона на набуття у власність земельних ділянок

Розпорядженням Кабінету міністрів України від 09 березня 2022 р. № 215-р до списку було внесено 29 фізичних осіб Російської Федерації.
| №  | ПІБ                             | Ідентифікаційні дані |
| -- | ------------------------------- | --- |
| 1  | Бутіна Марія Валеріївна         | політична активістка, публіцистка |
| 2  | Габрелямов Арам Ашотович        | російський журналіст і видавець, голова ради директорів ВАТ «Редакція газети Известия», директор новинного агентства LifeNews                                       |
| 3  | Габрелянов Ашот Арамович        | медіаменеджер |
| 4  | Гусєв Павло Миколайович         | головний редактор та власник газети «Московський комсомолець» |
| 5  | Добров Андрій Станіславович     | телеведучий, компанія НТВ |
| 6  | Добродєєв Олег Борисович        | генеральний директор ВГТРК |
| 7  | Ернст Костянтин Львович         | генеральний директор «Первого канала» |
| 8  | Жаров Олександр Олександрович   | генеральний директор АТ «Газпром-Медиа Холдинг» |
| 9  | Затулін Костянтин Федорович     | пропагандист, один з головних ідеологів й авторів концепції «русского мира» й так званої «Новоросії»                                                                |
| 10 | Канделакі Тінатін Гівіївна      | телеведуча, виконуюча обов'язки директора каналу ТНТ |
| 11 | Караулов Андрій Вікторович      | російський телеведучий |
| 12 | Кеосаян Тигран Едмондович       | російський актор, телеведучий на каналі НТВ |
| 13 | Кисельов Дмитро Костянтинович   | генеральний директор Федерального державного унітарного підприємства «Международное информационное агентство „Россия сегодня“»                                      |
| 14 | Коц Олександр Ігорович          | кореспондент газети «Комсомольська правда» |
| 15 | Красовський Антон В'ячеславович | директор з мовлення російською мовою телеканалу «RT» |
| 16 | Леонтьєв Михайло Володимирович  | російський телеведучий, медіаменеджер |
| 17 | Міткова Тетяна Ростиславівна    | російська тележурналістка, телеведуча, заступниця генерального директора ВАТ «Телекомпанія НТВ» з інформаційного мовлення, головна редакторка Служби інформації НТВ |
| 18 | Малофєєв Костянтин Валерійович  | засновник та співвласник телеканалу «Царьград» |
| 19 | Піддубний Євген Євгенович       | журналіст ВГТРК, співпрацює з терористами на Донбасі, каналами «Россия-1», «Россия-24»                                                                              |
| 20 | Попов Євген Георгійович         | телеведучий каналу «Россія-1», член Державної Думи РФ VIII скликання                                                                                                |
| 21 | Порхомовська Олена Олексіївна   | генеральна директорка «Редакция телеканала Совета Федерации» |
| 22 | Прилєпін Євген Миколайович      | публіцист, колишній член Державної Думи РФ |
| 23 | Серуканов Віталій Андрійович    | журналіст, ведучий RT |
| 24 | Симоньян Маргарита Симонівна    | російська журналістка, головна редакторка RT |
| 25 | Скабєєва Ольга Володимирівна    | телеведуча каналу «Россія-1» |
| 26 | Сладков Олександр Васильович    | спеціальний кореспондент ВГТРК, активний учасник російських передач на територіях «ЛДНР»                                                                            |
| 27 | Соловйов Володимир Рудольфович  | журналіст, ведучий «Соловйов Live» |
| 28 | Тюлін Володимир Володимирович   | генеральний директор ТОВ «Акцепт», телеканал «Рен ТВ» |
| 29 | Шейнін Артем Григорович         | телеведучий, Перший канал |

Розпорядженням Кабінету міністрів України від 22 березня 2022 р. № 245-р до списку було внесено 45 фізичних осіб Російської Федерації та один громадянин Ізраїлю.
| №  | ПІБ                                                     | Ідентифікаційні дані | Підстава для застосування санкцій |
| -- | ------------------------------------------------------- | --- | --- |
| 1  | Аскер-заде Наіля Вагіф кизи                             | журналістка, телеведуча, телеканал «Росія-1» | підтримала війну Росії проти України, поширює дезінформацію про війну |
| 2  | Бабаян Роман Георгійович                                | телеведучий, депутат Московської міської думи VII скликання, | підтримав війну Росії проти України, поширює дезінформацію про війну |
| 3  | Басков Микола Вікторович                                | оперний співак, телеведучий, шоумен | підтримав війну Росії проти України, поширює дезінформацію про війну |
| 4  | Башаров Марат Алімжанович                               | актор та телеведучий | підтримав війну Росії проти України, 18 березня 2022 р. брав участь у пропагандистському концерті «Крымская весна» |
| 5  | Білан Дмитро Миколайович                                | російський естрадний співак | підтримав війну Росії проти України, 18 березня 2022 р. брав участь у пропагандистському концерті «Крымская весна» |
| 6  | Гагаріна Поліна Сергіївна                               | російська співачка, акторка, модель | підтримала війну Росії проти України, пропагує путінський режим, поширює дезінформацію про війну, 18 березня 2022 р. брала участь у пропагандистському концерті «Крымская весна»                                                                                   |
| 7  | Газманов Олег Михайлович                                | естрадний співак, композитор, поет | підтримав війну Росії проти України, 18 березня 2022 р. брав участь у пропагандистському концерті «Крымская весна» |
| 8  | Герелло Василь Георгійович                              | оперний співак, соліст Маріїнського театру | підтримав війну Росії проти України, 18 березня 2022 р. брав участь у пропагандистському концерті «Крымская весна» |
| 9  | Гєргієв Валерій Абісалович                              | російський диригент осетинського походження, народний артист Росії, народний артист України                                                                            | підтримав війну Росії проти України, пропагує путінський режим, поширює дезінформацію про війну |
| 10 | Гостюхін Володимир Васильович                           | радянський і білоруський актор театру та кіно, кінорежисер, народний артист Білорусі                                                                                   | підтримав війну Росії проти України, підписант відкритого листа діячів культури та мистецтв щодо підтримки військових дій Російської Федерації в Україні |
| 11 | Гудошніков Олексій Валерійович                          | телеведучий, канал «Звезда» | підтримав війну Росії проти України, 18 березня 2022 р. брав участь у пропагандистському концерті «Крымская весна» |
| 12 | Дайнеко Вікторія Петрівна                               | співачка, актриса | підтримала війну Росії проти України, 18 березня 2022 р. брала участь у пропагандистському концерті «Крымская весна» |
| 13 | Джиган (Устименко-Вайнштейн Денис Олександрович)        | російський реп-виконавець | підтримав війну Росії проти України, 18 березня 2022 р. брав участь у пропагандистському концерті «Крымская весна» |
| 14 | Доліна Лариса Олександрівна                             | естрадна співачка | підтримала війну Росії проти України, 18 березня 2022 р. брала участь у пропагандистському концерті «Крымская весна» |
| 15 | Дронов Ярослав (Shaman)                                 | співак | підтримав війну Росії проти України, 18 березня 2022 р. брав участь у пропагандистському концерті «Крымская весна» |
| 16 | Дугін Олександр Гелійович                               | політик, пропагандист | підтримав війну Росії проти України, пропагує путінський режим, поширює дезінформацію про війну, причетний до формулювання імперсько-шовіністичних концепцій розвитку євразійського континенту, які, зокрема, передбачають знищення української державності Росією |
| 17 | Жуков Сергій Євгенович                                  | співак, продюсер, соліст гурту «Руки Вверх» | підтримав війну Росії проти України, 18 березня 2022 р. брав участь у пропагандистському концерті «Крымская весна» |
| 18 | Заславський Григорій Анатолійович                       | ректор російського інституту театрального мистецтва (ГІТІС) | підтримав війну Росії проти України, підписав лист від 27 лютого 2022 р. № 20 Асоціації університетів мистецтва і культури про підтримку дій Росії в Україні |
| 19 | Кара Юрій Вікторович                                    | російський кінорежисер, сценарист і продюсер, заслужений діяч мистецтв Росії                                                                                           | підтримав війну Росії проти України, пропагує путінський режим, поширює дезінформацію про війну |
| 20 | Качура Наталія Олександрівна                            | артистка-вокалістка Донецького державного академічного музично-драматичного театру ім. М. М. Бровуна (м. Донецьк), виконавиця народного гімну Донбасу «Донбас за нами» | підтримала війну Росії проти України, пропагує путінський режим, виконавиця народного гімну Донбасу «Донбас за нами» |
| 21 | Кедмі Яків (ім'я з народження — Казаков Яків Йосипович) | ізраїльський політик, громадський діяч | співпрацює з російськими спеціальними службами та пропагандистськими інформаційними ресурсами з метою публічного виправдання агресивної політики Російської Федерації щодо України та її партнерів                                                                 |
| 22 | Книрик Костянтин Сергійович                             | керівник ІЦ «Південно-Східний Фронт» та проекту anna-news.info, депутат «Бахчисарайської міської ради»,                                                                | активний учасник спецоперації Російської Федерації із захоплення Автономної Республіки Крим, член так званої «Спілки Добровольців Донбасу». |
| 23 | Князев Євгеній Володимирович                            | ректор Театрального інституту імені Бориса Щукіна | підтримав війну Росії проти України, підписав лист від 27 лютого 2022 р. № 20 Асоціації університетів мистецтва і культури про підтримку дій Росії в Україні |
| 24 | Колеров Модест Олексійович                              | головний редактор інформаційного агентства REGNUM | фінансував терористичну організацію «ДНР», відмовився публічно засудити війну Росії проти України |
| 25 | Кургінян Сергій Ервандович                              | телеведучий, політтехнолог | пропагує путінський режим, лідер реваншистського руху «Суть времени» |
| 26 | Лепс Григорій (Лепсверідзе Григорій Вікторович)         | співак, композитор, продюсер, | підтримав війну Росії проти України, 18 березня 2022 р. брав участь у пропагандистському концерті «Крымская весна» |
| 27 | Малишев Володимир Сергійович                            | ректор Всеросійського державного інституту кінематографії імені С. А. Герасимова (ВДІК), президент Асоціації навчальних закладів мистецтва і культури                  | підтримав війну Росії проти України, підписав лист від 27 лютого 2022 р. № 20 Асоціації університетів мистецтва і культури про підтримку дій Росії в Україні |
| 28 | Мамонтов Аркадій Вікторович                             | російський тележурналіст | підтримав війну Росії проти України, постійний учасник пропагандистських ток-шоу, пропагандист, ведучий, автор документальних фільмів на телеканалі «Спас» |
| 29 | Машков Володимир Львович                                | актор театру та кіно | підтримав війну Росії проти України, 18 березня 2022 р. брав участь у пропагандистському концерті «Крымская весна» |
| 30 | Михайлов Станіслав Володимирович                        | російський естрадний співак | підтримав війну Росії проти України, 18 березня 2022 р. брав участь у пропагандистському концерті «Крымская весна» |
| 31 | Михалков Микита Сергійович                              | кінорежисер, актор та продюсер | підтримав війну Росії проти України, поширює дезінформацію про війну |
| 32 | Нетребко Анна Юріївна                                   | російська оперна співачка | фінансувала терористичну організацію «ДНР», відмовилася публічно засудити війну Росії проти України |
| 33 | Норкін Андрій Володимирович                             | телеведучий, компанія НТВ | підтримав війну Росії проти України, пропагує путінський режим, поширює дезінформацію про війну |
| 34 | Пєвцов Дмитро Анатолійович                              | актор театру та кіно | підтримав війну Росії проти України, 18 березня 2022 р. брав участь у пропагандистському концерті «Крымская весна», підписав лист до президента Російської Федерації на підтримку війни Росії проти України                                                        |
| 35 | Піманов Олексій Вікторович                              | телеведучий, політик, президент телекомпанії «Звезда» | підтримав війну Росії проти України, пропагує путінський режим, поширює дезінформацію про війну |
| 36 | Подольська Наталія Юріївна                              | естрадна співачка | підтримала війну Росії проти України, 18 березня 2022 р. брала участь у пропагандистському концерті «Крымская весна» |
| 37 | Поплавська Яна Євгенівна                                | актриса театру та кіно, телеведуча | підтримала війну Росії проти України, пропагує путінський режим, поширює дезінформацію про війну |
| 38 | Пушков Олексій Костянтинович                            | ведучий «ТВ Центр» | підтримав війну Росії проти України, пропагує путінський режим, поширює дезінформацію про війну |
| 39 | Расторгуєв Микола В'ячеславович                         | російський естрадний співак, соліст гурту «Любе» | підтримав війну Росії проти України, 18 березня 2022 р. брав участь у пропагандистському концерті «Крымская весна» |
| 40 | Рижинський Олександр Сергійович                         | ректор російської академії музики імені Гнесіних | підтримав війну Росії проти України, підписав лист від 27 лютого 2022 р. № 20 Асоціації університетів мистецтва і культури про підтримку дій Росії в Україні |
| 41 | Ситтель Марія Едуардівна                                | російська телеведуча інформаційної програми «Вести» на телеканалі «Россия»                                                                                             | підтримала війну Росії проти України, 18 березня 2022 р. брала участь у пропагандистському концерті «Крымская весна» |
| 42 | Соколов Олександр Сергійович                            | ректор Московської державної консерваторії імені П. І. Чайковського, міністр культури та масових комунікацій російської федерації у 2004-2008 роках                    | підтримав війну Росії проти України, підписав лист від 27 лютого 2022 р. № 20 Асоціації університетів мистецтва і культури про підтримку дій Росії в Україні |
| 43 | Толстой Петро Олегович                                  | журналіст, депутат Державної Думи Російської Федерації | підтримав війну Росії проти України, пропагує путінський режим, поширює дезінформацію про війну |
| 44 | Харатьян Дмитро Вадимович                               | актор, кінопродюсер, телеведучий, кінорежисер | підтримав війну Росії проти України, 18 березня 2022 р. брав участь у пропагандистському концерті «Крымская весна» |
| 45 | Цой Аніта Сергіївна                                     | співачка, телеведуча | підтримала війну Росії проти України, 18 березня 2022 р. брала участь у пропагандистському концерті «Крымская весна» |
| 46 | Тіматі (Юнусов Тимур Ільдарович)                        | співак, актор, підприємець | підтримав війну Росії проти України, 18 березня 2022 р. брав участь у пропагандистському концерті «Крымская весна» |